# 筒井政憲
筒井 政憲（つつい まさのり）は、江戸時代後期の旗本。通称は右馬助、佐次右衛門。官位は伊賀守、和泉守、紀伊守、肥前守。目付、長崎奉行、南町奉行、大目付を歴任した。

## 生涯
旗本久世三四郎広景の次男として誕生。母は旗本内藤信庸の娘。戦国大名の末裔である旗本筒井家（1000石）を継いだ。子に政循、下曽根信敦がいる。下曽根信之は孫。
柴野栗山に学問を学び、昌平坂学問所で頭角を顕わす。目付、長崎奉行を経て、文政4年（1821年）より南町奉行を20年間務めた。
文政11年（1828年）、シーボルト事件が起こった際には、大目付村上大和守、目付本目帯刀と共に高橋景保を捕縛、尋問した。近藤富蔵の殺人事件や河内山宗春を裁いたのも政憲であった。
天保年間は、但馬国出石藩のお家騒動・仙石騒動に巻き込まれ町奉行を免職の上、西丸留守居役に左遷された。左遷の背後には水野忠邦の暗躍があったという。さらに弘化2年（1845年）には、町奉行在任中の与力・仁杉五郎左衛門の市中米買付に関係する不正が暴露され、当時の責任者として責任を問われ、留守居役を免ぜられ、小普請に左遷される。ただ、学問に優れた政憲はこの間も御儒役として大学頭・林復斎に代わり12代将軍・徳川家慶に進講するなどし、2年後には老中阿部正弘の命で西丸留守居役に復職となる。幕政にも関与しており、弘化3年（1846年）にフランス艦隊が琉球に来航、貿易を求めた事件で解決のために幕府と薩摩藩主島津斉興・斉彬父子との折衝を行い、阿部から異国船打払令の復活の是非についての諮問を受けたり、株仲間の再興を提言したりしている。
嘉永6年（1853年）にはロシアのプチャーチンが国書を携えて長崎に来航し、樺太・千島の日露国境確定と交易開始の要望を日本に呈した。幕府は政憲と川路聖謨を交渉全権代表に任命して長崎に派遣。併せて、西丸留守居役では重みにかけるとして儒役はそのまま、幕府内の席次を大目付格に昇叙となる。長崎での日露交渉は不調に終わり、ロシア側も船舶が故障したことやクリミア戦争発生で一時日本を離れたが、安政元年（1854年）には下田に再来日した。
幕府は交渉委員を長崎同様政憲、川路とし、補佐役として下田奉行伊沢政義、目付松本十郎兵衛、勘定吟味役村垣範正、儒者古賀謹一郎をつけた。 交渉は無事妥結し、開港関係は日米和親条約を骨子とし、千島列島の国境を択捉島、ウルップ島（得撫島）間と定め、ロシア船の下田・箱館（現、函館）への寄港、薪水食糧の供給を決めた。この時の交渉で、樺太では1852年以前からの日本人（大和民族・アイヌ民族）の居住地は日本領とされたが、国境は未定であった。これが、後に日本人の居住地にまでロシア人が侵入する原因となる。
安政6年6月8日（1859年7月7日）、死去。享年82。墓所は東京都新宿区の日蓮宗常円寺にあり、新宿区の史跡に指定されている。
子の信敦は講武所の砲術師範になったが、孫の信之は長崎海軍伝習所へ赴任、江戸へ戻って同じく講武所の砲術師範に任命されたため、父子は混同されて信之は信敦の別名とされている。

## 人物評
安積艮斎は、下情に精通し少しも私曲がなく、統率力があって迅速、公平な裁きを下し、人々から敬愛される人物であったと評した。外国奉行栗本鋤雲は、大岡忠相、根岸鎮衛に比肩する名奉行であると称賛した。幕臣大八木醇堂は、遠山景元とはまた違った形の名奉行であると称えた。木村芥舟は、人柄は温厚で、趨勢を熟慮して深淵な手を打つ奥深い人物と評した。

## 年表
- 安永6年（1778年）5月21日 - 旗本久世広景の次男として生まれる。
- 寛政10年（1798年） - 旗本筒井正盈の養子となる。
- 文化12年（1815年） - 目付
- 文化14年（1817年） - 長崎奉行
- 文政4年（1821年） - 南町奉行
- 天保12年（1841年） - 西丸留守居
- 弘化2年1845年） - 学問所御儒役
- 弘化4年（1847年） - 西丸留守居
- 嘉永6年（1853年）7月 - プチャーチン長崎に来航、交渉委員となる。大目付格
- 安政元年（1854年） - 槍奉行も兼務する。10月15日、プチャーチン下田に来航、再び交渉代表。
- 安政2年（1855年）12月21日 - 下田長楽寺で日露和親条約が締結
- 安政6年（1859年）6月8日 - 死亡（享年82）

## 系譜
- 父：久世広景
- 母：内藤信庸娘
- 養父：筒井正盈
- 室：不詳
- 生母不明の子女
  - 男子：筒井政循
  - 次男：下曽根信敦（1806-1874） - 旗本下曽根信親の養子
  - 次男：福住順賀（筒井政順、1806－1886） - 平曲奏者。麻岡検校の門下に入り、天保5年に当道座の最高位の検校、安政2年に師の跡をついで7代江戸宗匠となる[4]。江戸検校の長である江戸惣禄にまでなったが、明治新政府により当道座が廃止となって以降は、惣禄屋敷も没収され、無収入となり、熊谷にあった元妾の実家に身を寄せ、福地源一郎らの招きに応じて上京し、平曲を教えて糊口を凌いだ[5]。

## 筒井政憲が登場する作品
- ご存じ金さん捕物帳（1974年 - 1975年、NET・東映） - 演：山村聰
橋幸夫演じる遠山金四郎の上司。
- 江戸特捜指令（1976年 - 1977年、毎日放送・三船プロダクション） - 演：栗塚旭
第22話「唐拳!危うし遊び人奉行」（昭和52年(1977年)2月26日放送）に登場。この作品での政憲は、「遠山の金さん」ばりの遊び人姿を披露している。
- 達磨大助事件帳（1977年 - 1978年、テレビ朝日・国際放映・前進座） - 演：鈴木瑞穂
中村梅之助演じる達磨大助の上司。準レギュラー。
- 必殺仕事人・激突!（1991年 - 1992年、朝日放送・松竹）
第4話（平成3年(1991年)10月29日放送）・第8話（平成3年12月24日放送）に、名前のみ登場。
- 維新の嵐 - 光栄（現：コーエーテクモゲームス）が開発・発売したパソコン用ゲームに要人として登場している。
- 御宿かわせみ - 平岩弓枝の書いた小説であるが、文庫版第11巻「二十六夜待の殺人」の「源三郎子守歌」に、南町奉行として名が記されている。